# Актаське
Актаське озеро (крим. Aqtaş gölü; також — Аль-Іль, Альєльське озеро) — солоне безстічне озеро розташоване на території Керченського району Криму у групі Керченських озер. За походженням — лиманне. Площа — 26,8 км² — четверте за площею озеро півострова.
Від Азовського моря відокремлене пересипом завширшки до 1 км. Довжина 8 км, ширина 3,5 км, глибина 0,1 м. Улоговина витягнута з північного сходу на південний захід. Береги високі, круті. Живиться за рахунок інфільтрації морської води та підземними мінералізованими водами.
Вода у озері хлоридно-натрієвого типу. Мінералізація ропи змінюється за сезонами від 110 до 310 ‰, максимальна. — у серпні–вересні, мінімальна — у травні–березні. Наприкінці літа інколи пересихає, на дні утворюється шар солі. На опріснених ділянках поширена водяна рослинність. Характерне «цвітіння» води.
Це найсолоніше озеро всього Кримського півострова.

## Історія
Назва озера дійшла до нас ще із середніх віків. 
Озеро збиралися використовувати як ставок-охолоджувач для технічного водопостачання Кримської АЕС. Для цього навколо озера збудували земляну дамбу завдовжки 8 кілометрів та завширшки 3–3,5 метрів. Вона оточила все озеро, крім північної і північно-східної частин.
Весняна повінь 1989 року зруйнувала дамбу і затопила довколишні села. Після цього дамбу більше не відновлювали, а Акташське озеро значно подрібніло і продовжує пересихати щоліта.